# 波瑟姆內克 (密西西比州)
波瑟姆內克（英語：Possumneck）是位於美國密西西比州阿塔拉縣的非建制地區。

## 歷史
波瑟姆內克的郵局於1893年設立，其後於1905年停運。

## 地理
波瑟姆內克所處的海拔為高於海平面99米（即325英呎），而該地所採用的時區為UTC-6，即北美中部時區（CST）。同時該地設有夏令時間，為UTC-6調快一小時，即UTC-5（CDT）。